# Hôtel de la Roche-Guyon
L'hôtel de la Roche-Guyon était un hôtel particulier de Paris, situé rue des Bons-Enfants, accolé à la Chancellerie d'Orléans. L'hôtel était ainsi tout proche du Palais-Royal.
Il est aujourd'hui détruit, la parcelle étant englobée dans les bâtiments de la Banque de France.

## Histoire
Au milieu du XVIIe siècle, Tallemant des Réaux, dans ses Historiettes (Paris, Levavasseur, 1834, tome 4, p. 382), rapporte : « (…) Moi qui voulois voir ce que deviendroit cette aventure, je fus trouver M. le chevalier de La Valette de la part de madame la duchesse de La Roche-Guyon. – « La duchesse de La Roche-Guyon ? dit-il, je ne la connois point. Où demeure-t-elle ? –Dans la rue des Bons-Enfants, à l’hôtel même de La Roche-Guyon. (…) »
Qui est ainsi nommé duc de La Roche-Guyon ?
S'agit-il de Roger du Plessis-Liancourt (vers 1598-1674), 2e duc de La Roche-Guyon, dit « duc de Liancourt » ? Celui-ci complota contre le roi et la Régence, durant la Fronde. Il dut s'exiler hors de Paris, dans son château de Liancourt. Son épouse avait fait reconstruire un hôtel particulier par Lemercier, rue de Seine, à l'emplacement approximatif de l'actuelle école des Beaux-Arts.
Il devrait plutôt s'agir de François de Silly (1586-1628), chevalier des ordres du Roi, conseiller en ses conseils, grand louvetier de France, 1er duc de La Roche-Guyon, damoiseau de Commercy, dont la veuve, Catherine-Gillonne Goyon de Matignon, rédige son testament en 1647 « en son hôtel rue des Bons-Enfants ».
Le couple n'eut pas de postérité.

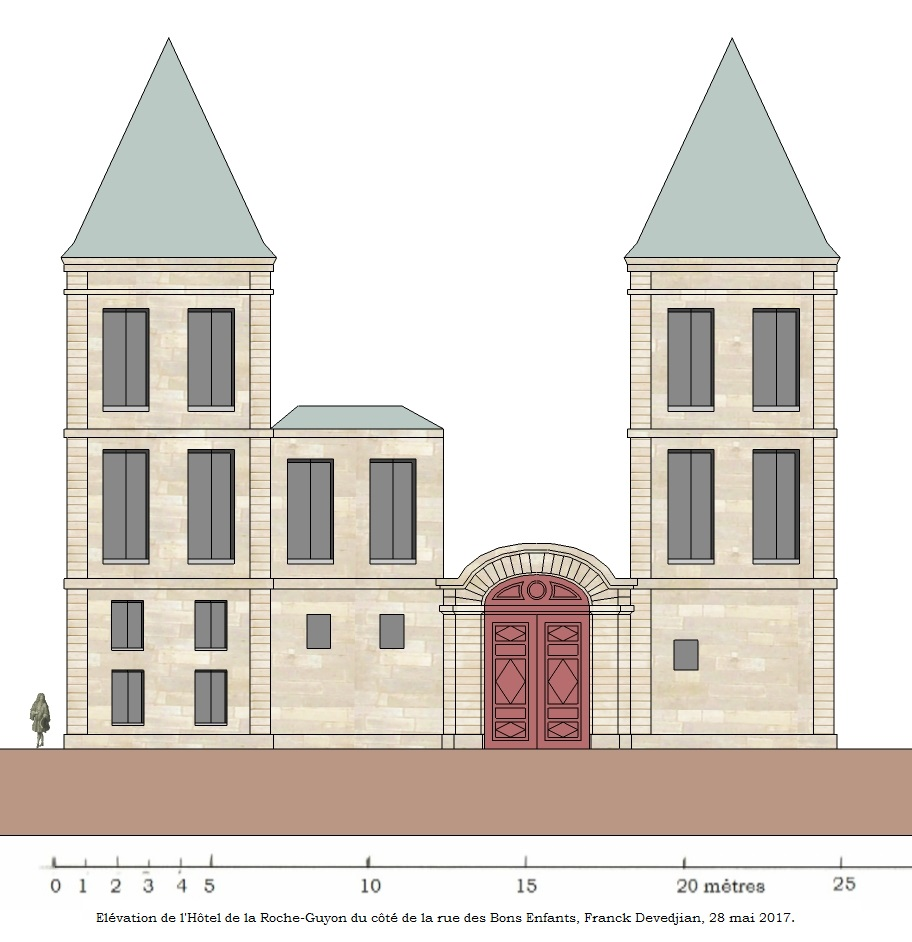
Restitution de la façade côté rue des Bons Enfants de l'hôtel de la Roche-Guyon.
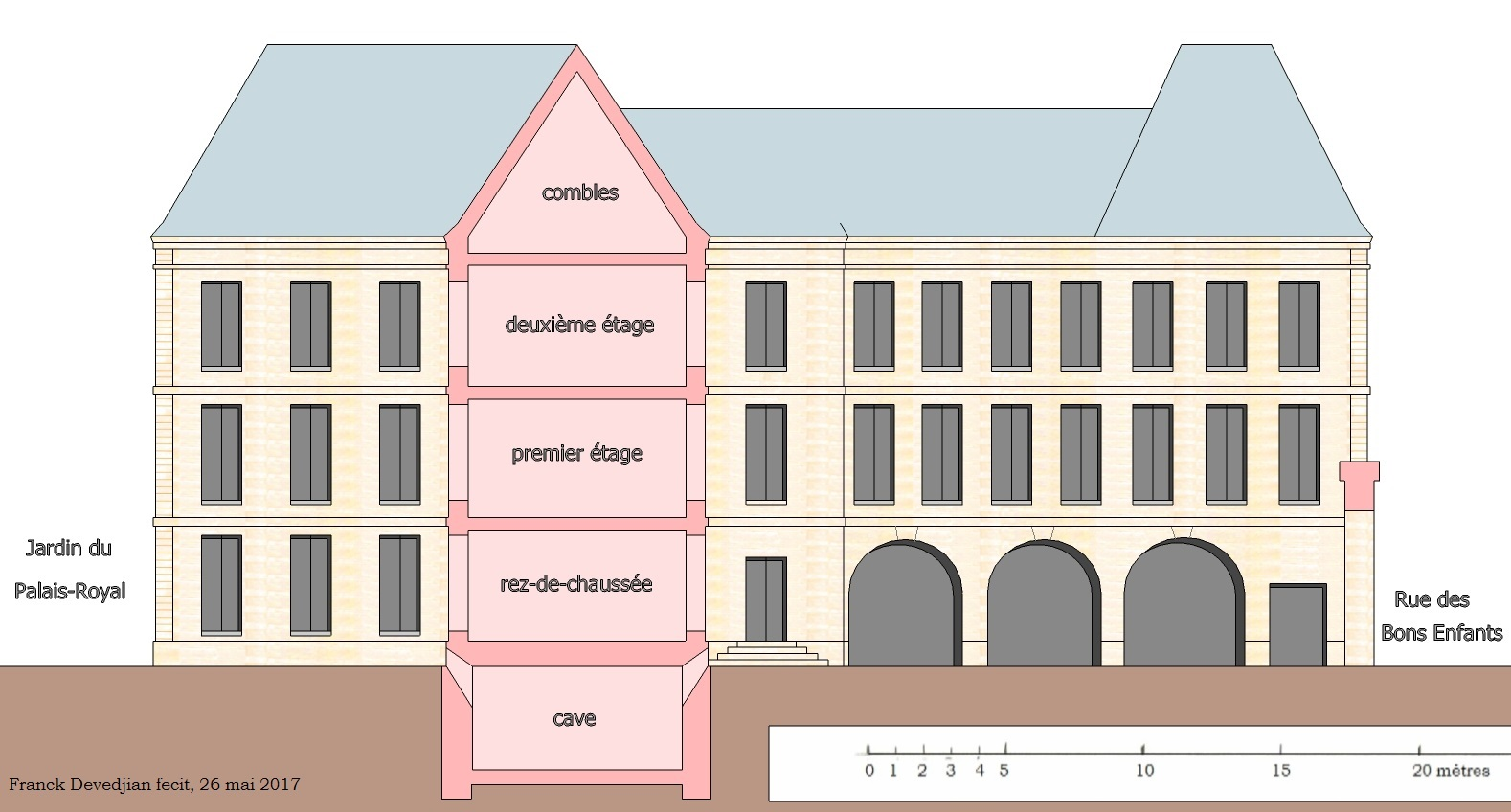
Coupe de l'hôtel de la Roche-Guyon, XVIIe siècle.
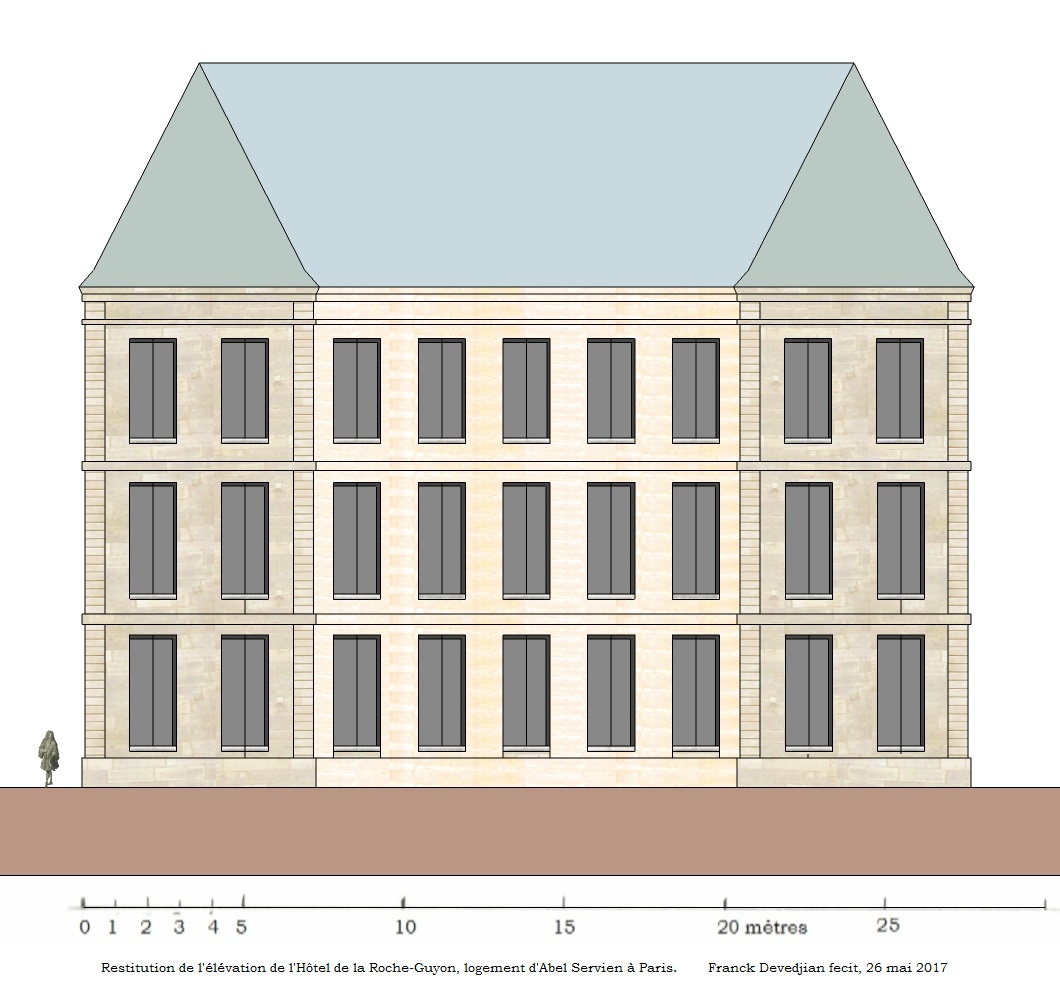
Restitution de l'élévation côté jardin.

## Abel Servien

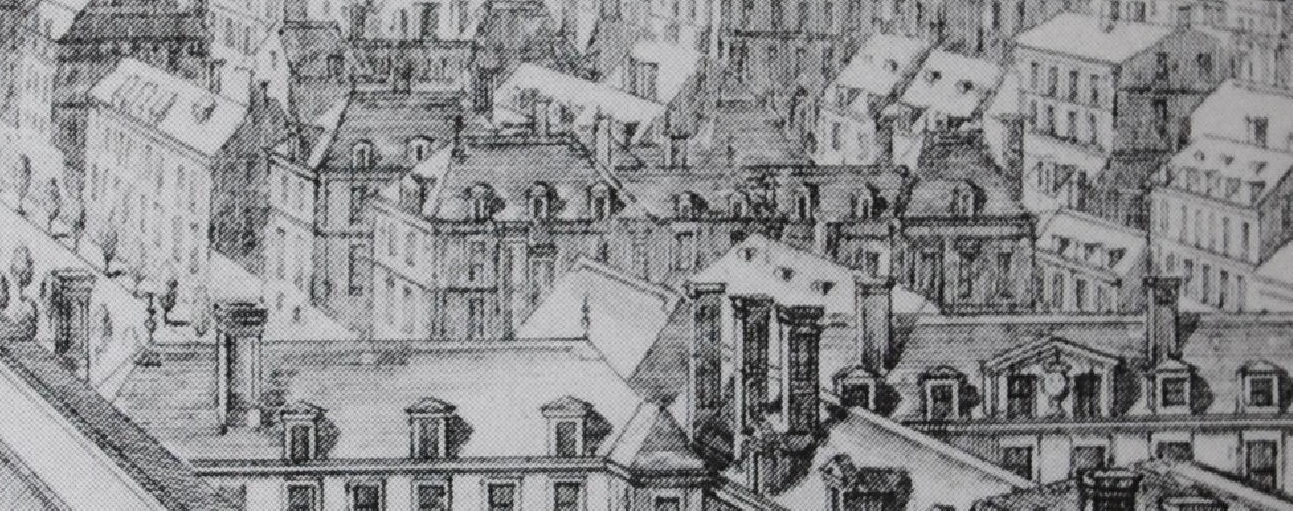
Vue des toitures de l'hôtel de la Roche-Guyon, sur une estampe représentant le Palais-Royal.

L’hôtel est ensuite occupé par Abel Servien, au moins dès le 30 janvier 1651, et jusqu'en 1659, date de sa mort. Il s'agit de son logement principal à Paris, outre le château de Meudon dont il fait l'acquisition en 1654. Sa proximité avec le Palais-Royal justifie le choix retenu par le Surintendant, l'un des principaux ministres du début du règne de Louis XIV. Servien meurt à Meudon le 17 février 1659. L'inventaire après décès du Surintendant décrit tout le mobilier de l'hôtel, et permet d'en donner la distribution à cette époque. À noter que depuis le pavillon Sud de l'hôtel, du côté du jardin, se découvrait une vue exceptionnelle sur le Palais-Royal proprement dit, outre la vue sur le jardin.

## La duchesse de Nemours

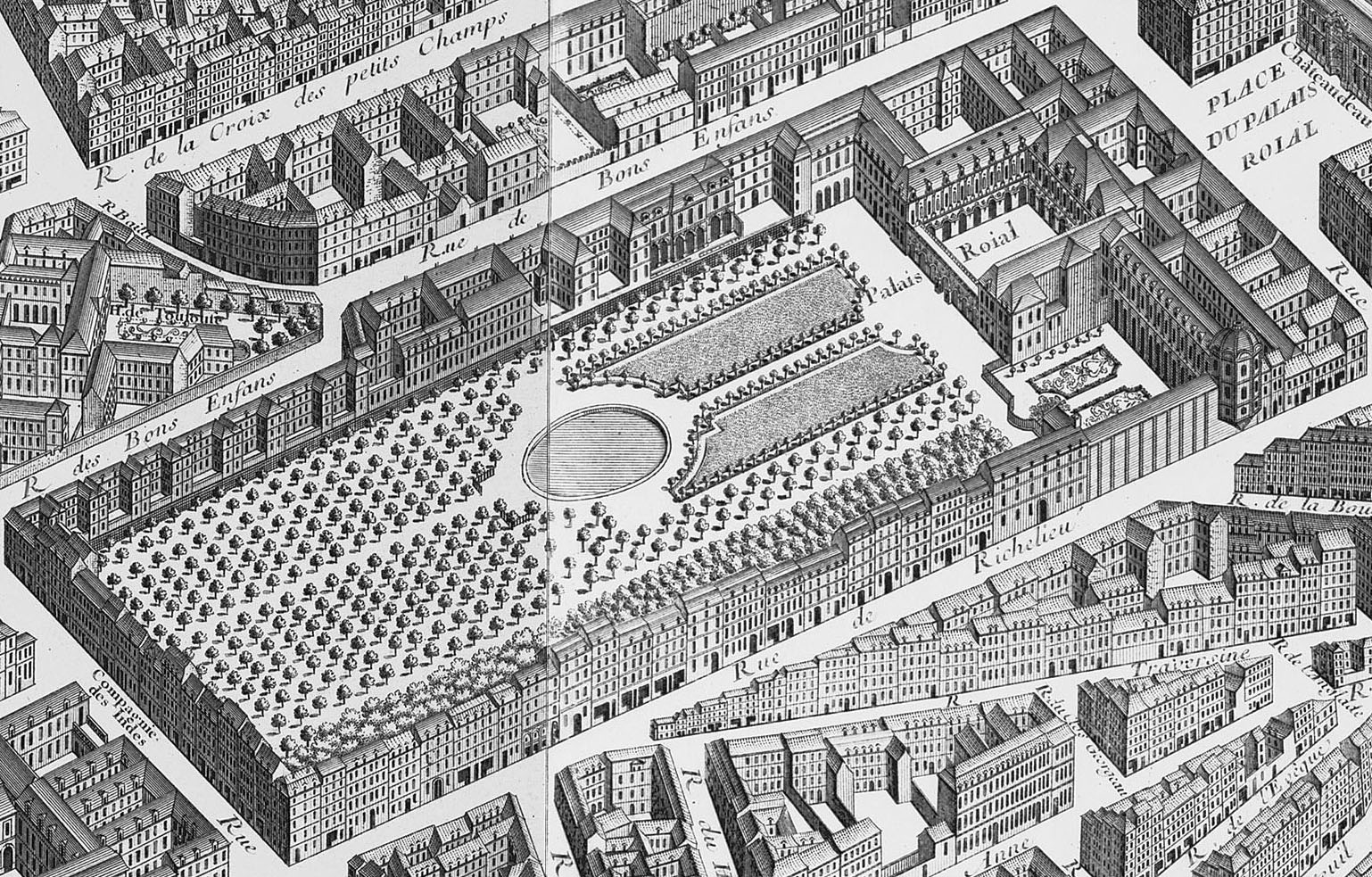
L'hôtel sur le plan de Turgot, au centre en haut (plan en U). Toute la partie côté cour est omise.

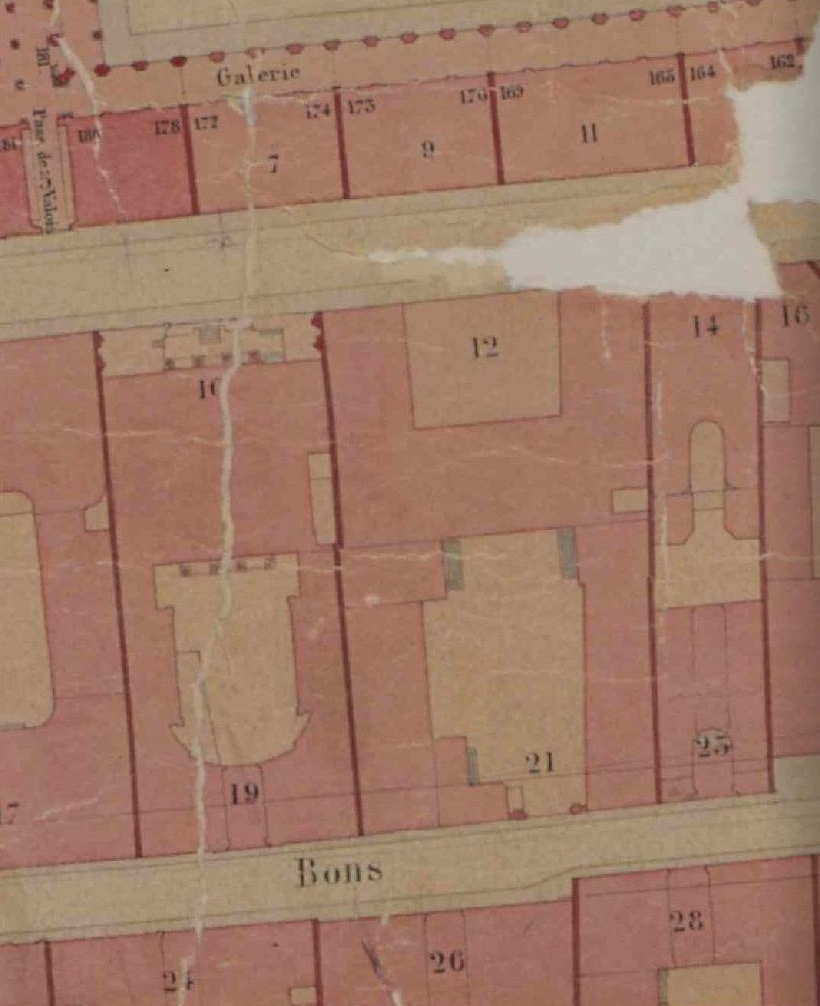
Plan cadastral le plus précis de l'hôtel de la Roche-Guyon, au 21 de la rue des Bons Enfants. vers 1810.

La duchesse de Nemours, née Longueville, quitte l’hôtel de Longueville pour celui de La Roche-Guyon, à partir de septembre 1659, quelques mois après la mort de son mari, Henri II de Savoie, duc de Nemours, mort le 14 janvier de la même année.
En effet, Jean Loret, dans La Muze Historique (lettre 38, du samedi 27 septembre 1659, tome III)  indique :
Dame et princesse de Nemours,

Qui depuis environ deux jours,

Quitant l’Hôtel de Longueville,

Avez choisi pour Domicille,

L’Hôtel de la Rocheguyon,

Qui fut édifié, dit-on,

Passez sont quinze ou seize lustres,

Par vos Prédécesseurs Illustres,

Hôtel, depuis n’aguères, où

De la France, étoit le Pérou,

Et dont le feu Chef des Finances

Ocupoit les apartenances…

## Les écuries de Monsieur

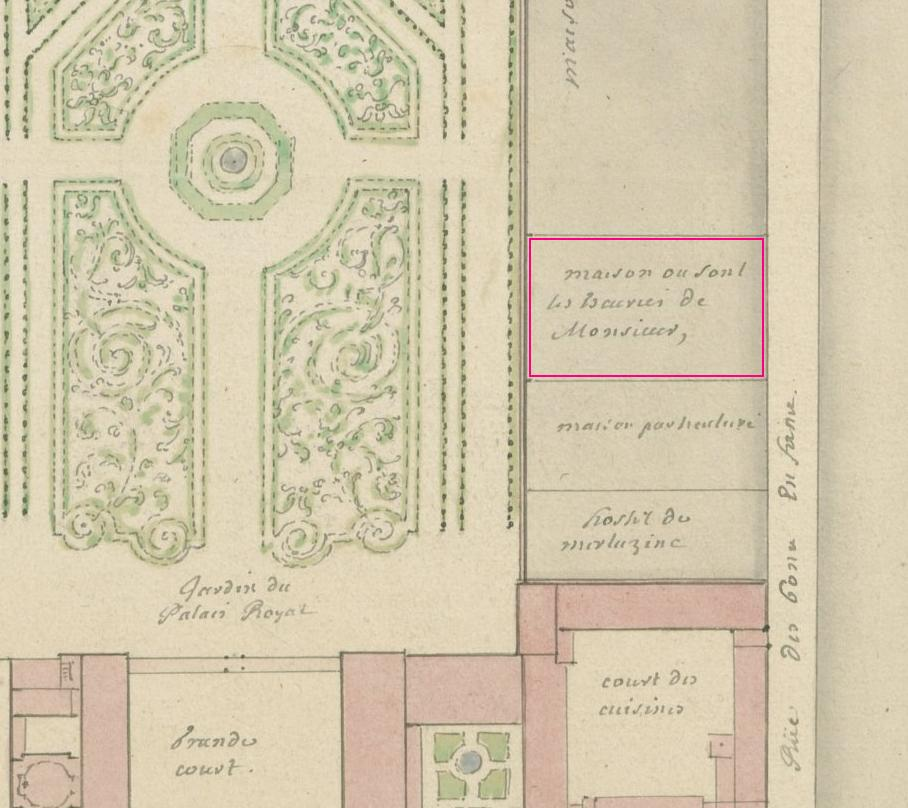
Emplacement de la parcelle de l'hôtel de la Roche-Guyon en 1692. Plan BNF.

Le plan du Palais-Royal, attribué à François d’Orbay, qui est conservé à la BNF (Estampes VA 231 FOL), et qui est daté de 1692, mentionne à l’emplacement de l’hôtel la dénomination suivante : « Maison où sont les écuries de Monsieur ».
On peut ainsi supposer que l'hôtel avait été annexé au Palais-Royal, qui ne cessait de s'agrandir. Il faut penser que l'hôtel avait alors pour vocation de loger un grand nombre du personnel des écuries, car l'hôtel n'avait pas la place de recevoir les attelages.

## AuXIXesiècle

### Le rez-de-chaussée de l'hôtel décrit par le plan de Vasserot

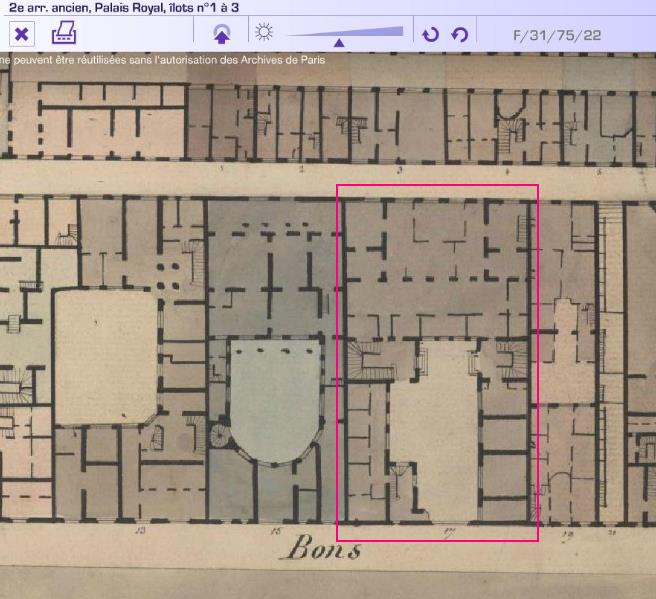
Distribution du rez-de-chaussée de l'Hôtel de la Roche-Guyon vers 1810, plan cadastral de Vasserot.

Sur le plan de l’hôtel au cadastre de Vasserot, vers 1810 (Planche F/31/75/22, dite 2e arrondissement ancien, Palais Royal, îlots no 1 à 3.) se découvre le plan et l’aménagement intérieur de l’hôtel, alors au numéro 17 de la rue des Bons Enfans. On distingue clairement la cour d’entrée, qui n’a rien de spectaculaire. L’aile Nord de la cour d’entrée est constituée de quatre remises, qui ont certainement servies du temps des « écuries de Monsieur ». Surtout, le plan, assez précis, nous donne l’agencement de l’hôtel du côté du jardin. L’ensemble était constitué d’un corps de logis principal, flanqué de deux petites ailes en retour, toujours visibles sur le plan, malgré l’ajout de constructions postérieures au cours du XVIIIe siècle, bouchant la cour du côté du jardin. Cette disposition concorde parfaitement avec la vue de Turgot, où l’on découvre nettement la cour de l’hôtel côté jardin. Deux fenêtres éclairaient les façades des deux petits pavillons du côté du parterre, tandis que le fond de la cour disposait de cinq baies. Chacun des pavillons latéraux disposait en outre de trois baies de manière latérale. Ces fenêtres ont été modifiées sur le plan de Vasserot.

### Des photographies de l'hôtel par Atget
Plusieurs photographies d’Eugène Atget, conservées à la BNF (Estampes et Photographies, Boite FOL B-EO-109 (2) Atget 235 etc.), sont légendées : « Hôtel Liancourt comte de la Roche Guyon, 21 rue des Bons-Enfants ». Ces photographies ont été prises dans les années 1910. Elles montrent la cour d’entrée de l’hôtel, avec les trois niveaux, plus les combles, ainsi que le porche d'entrée cintré qui donne sur la rue. On voit également sur une photographie de la chancellerie d'Orléans la façade partielle, côté rue, de l'hôtel de la Roche Guyon (Pavillon Sud de l'hôtel, a priori des cuisines).

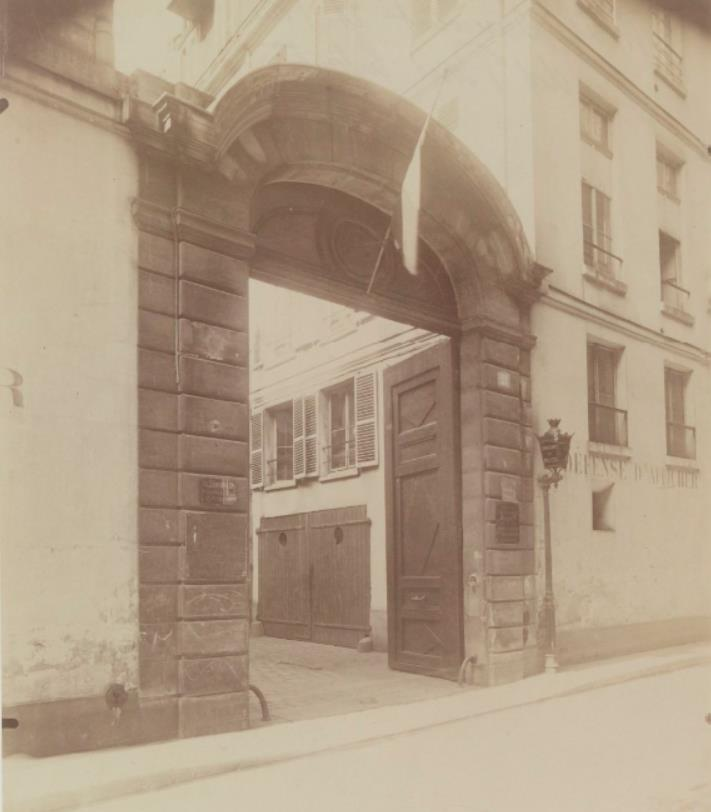
Vue du porche d'entrée de l'hôtel de la Roche-Guyon depuis la rue des bons enfants. Vers 1900.
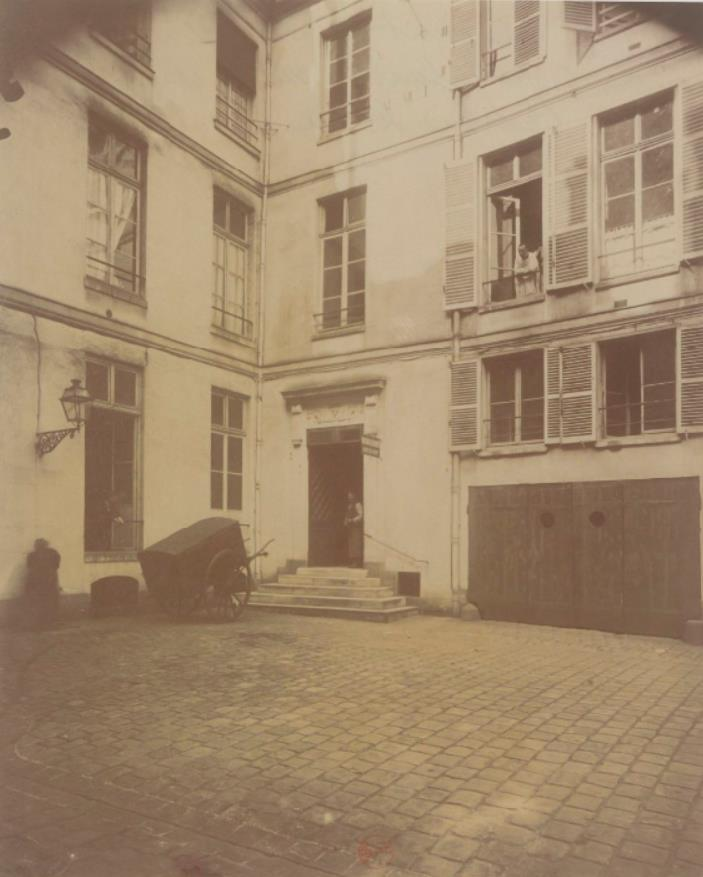
Vue côté cour du corps central et de l'aile nord (dite des remises ou écuries) de l'hôtel de la Roche-Guyon, vers 1910.
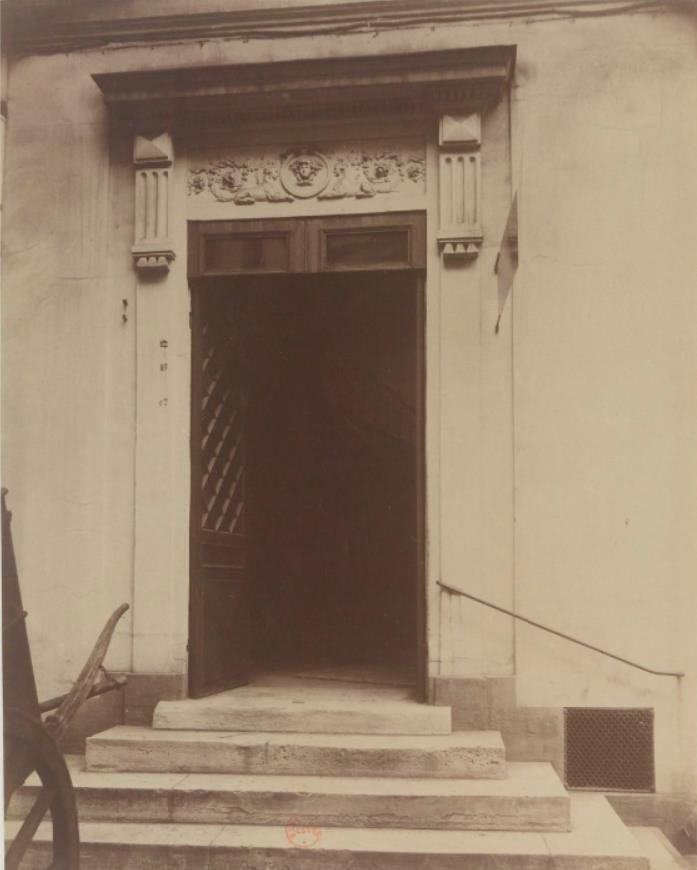
Vue détaillée de la porte de l'escalier nord de l'hôtel de la Roche-Guyon (aile des remises), vers 1910.

## Destruction
L'hôtel a été détruit lors de la construction du complexe immobilier de la Banque de France.